# VHS-C
VHS-C er en standard for en meget kompakt udgave af VHS-videobåndet udviklet af japanske JVC. VHS-C-systemet kom på markedet i 1982 og blev brugt i videokameraer. I videokameraets kasetterum sidder et videohoved, som aflæser & -skriver 2 slags informationer fra båndet: kontrolinformation & lyd/videoinformation. Data og hovedet er i en 45 graders vinkel så dette læses skråt. Dette er gjort for at formindske størrelsen på båndet optimalt. Alternativet ville have været et 1 cm tyndt 1 meter bredt bånd som ville kræve en gigantisk maskine at afspille. Med den skrå metode komprimeres størrelsen enormt. Dette kan visualiseres ved at sammenligne skråstreger og streger ved siden af hinanden:
////////// skråstreger (45 grader)
____________________ streger (0 grader)

Et VHS-C-bånd kan sættes i en adapter, så det kan afspilles i en VHS- eller S-VHS-maskine. En adapter er som regel mærket med et S-VHS-logo. Den giver en S-VHS-maskine mulighed for at registrere, om båndet har et særligt hul. S-VHS-C-bånd har et hul der viser løbeværket, at der kan optages i S-VHS-kvalitet. En VHS-maskine vil blot prøve at afspille båndet, hvilket kan lade sig gøre, hvis det er et VHS-C-bånd.
S-VHS-C- VHS-C- S-VHS- og VHS-bånd er ½ ″ (1,27 cm) brede.